# Montemassi
Montemassi est une frazione située sur la commune de Roccastrada, province de Grosseto, en Toscane, Italie. Au moment du recensement de 2011 sa population était de 188 habitants.

## Géographie
Montemassi est un petit village médiéval situé à 14 km de Roccastrada sur les monts Métallifères, au point où les collines descendent vers la Maremme grossetaine.

## Monuments
- Église Sant'Andrea Apostolo, mentionnée depuis 1076 et devenue piève au XIVe siècle
- Église Santa Maria delle Grazie, d'origine médiévale, mais reconstruit au XVIIe siècle
- Église Santissima Annunziata (XVIIIe siècle)
- Palazzo del Capezzolo (XVIe siècle)
- Château de Montemassi [XIe siècle)
- Murailles de Montemassi, remparts médiévaux.